# Katja Giammona
Katja Giammona (* 11. Juli 1975 in Wolfsburg) ist eine deutsche Schauspielerin italienischer Abstammung.

## Leben und Werdegang
Ihre Eltern waren Zeugen Jehovas. Im Alter von 15 Jahren entschied sie sich für den Katholizismus und ließ sich taufen. Seitdem tritt sie auch bei öffentlichen kirchlichen Jugendveranstaltungen auf und betont ihre religiöse Bindung.
Sie erhielt von 1993 bis 1996 Schauspielunterricht bei Renate Heidersberger und Dieter Nelle, danach von 1997 bis 1998 das Lee-Strasberg-Schauspieltraining an der HFF München und Einzelunterricht.
2007 erschien eine autorisierte Gesprächs-Biografie von und mit Katja Giammona.

## Filmografie
- 1996: Im Rausch der Liebe (TV-Film, RTL)
- 1997: Dead End Street (Kino)
- 1997: Rote Cora (Kino)
- 1997: First Love – Erdbeermund (TV-Film, ARD)
- 1997: Geisterjäger John Sinclair: Die Dämonenhochzeit (TV-Film, RTL)
- 1998: Der Solist – Kein Weg zurück (TV-Film, ZDF)
- 1998: Bang Boom Bang (Kino)
- 1998: Killer (Kino)
- 1998: Eine Liebe auf Mallorca  (TV-Film, ZDF)
- 1998: Tatort: Streng geheimer Auftrag (Fernsehreihe)
- 1999: Prosit Neujahr (Kino)
- 1999: Schmetterlinge der Nacht! (Kino)
- 1999: Der Kapitän: Kein Hafen für die „Anastasia“ (TV-Film, ZDF)
- 1999: Und morgen geht die Sonne wieder auf (TV-Film, RTL)
- 1999: Donna Leon – Venezianische Scharade (TV-Film, ARD)
- 1999: Ein unmöglicher Mann (TV-Film, ARD)
- 1999: Die Wache: Durchgeknallt (TV-Serie, RTL)
- 2000: Der Alte: Der letzte Geburtstag (TV-Serie, ZDF)
- 2000: Sinan Toprak ist der Unbestechliche (TV-Film, RTL)
- 2000: Und morgen geht die Sonne wieder auf (TV-Film, RTL)
- 2000: Die oder keine (TV-Film, ZDF)
- 2000: Der Millionär und die Stripperin (TV-Film, RTL)
- 2001: Love Trip (TV-Film, Pro7)
- 2001: Eine Liebe auf Mallorca 3 (TV-Film, ZDF)
- 2001: Wahnsinnsweiber (TV-Film, SAT.1)
- 2001: Stefanie (TV-Film, SAT.1)
- 2001: Jenny & Co. (Fernsehserie, 2 Folgen, ZDF)
- 2001: Natalie – Das Leben nach dem Babystrich (TV-Film, SAT.1)
- 2002: Klinikum Berlin Mitte (TV-Serie, SAT.1)
- 2002: Edel und Starck: Freund und Feind (TV-Serie, SAT.1)
- 2002: Im Namen des Gesetzes: Tod eines Callgirls (TV-Reihe, RTL)
- 2003: Berlin, Berlin (TV-Serie, 2 Folgen, ARD)
- 2004: Sabine! – Halloween (TV-Film, ZDF)
- 2004: Was heißt hier Oma? (TV-Film, ARD)
- 2004: Eine Mutter für Anna (TV-Film, ARD)
- 2004: Eine echte Prinzessin (TV-Film, ZDF)
- 2004: Unter weißen Segeln (TV-Reihe, ARD): Odyssee der Herzen
- 2005–2007: Unser Charly (TV-Serie, ZDF, Staffeln 11–16)
- 2006: Eine Krone für Isabell
- 2007: Eine Liebe in Kuba (ARD)
- 2008: GSG 9: Todesspiel (TV-Serie, SAT.1):  Todesspiel

## Publikationen
- …hätte aber die Liebe nicht. Katja Giammona im Gespräch mit Bernhard Müller und Horst Wörner. Verlag Gerhard Hess, Bad Schussenried 2007, ISBN 978-3-87336-341-0